# Pleusymtes glaber
Pleusymtes glaber är en kräftdjursart som först beskrevs av Boeck 1861.  Pleusymtes glaber ingår i släktet Pleusymtes och familjen Pleustidae. Arten är reproducerande i Sverige. Inga underarter finns listade i Catalogue of Life.